# روبرت فرانكو
روبرت فرانكو (بالإسبانية: Robert Franco)‏ هو متزحلق حر مكسيكي، ولد في 23 أغسطس 1993 في سان خوسيه في الولايات المتحدة.

## وصلات خارجية
- روبرت فرانكو على موقع الاتحاد الدولي للتزلج (التزلج الحر) (الإنجليزية)
- روبرت فرانكو على موقع أوليمبيديا (الإنجليزية)